# 杨静徽
杨静徽（583年—610年），弘农郡华阴县（今陕西省华阴市）人，隋朝公主，是隋文帝杨坚的孙女。
开皇十七年（597年），杨静徽十五岁时封为丰宁公主，同年下嫁名将韦孝宽孙子河南郡公韦圆照。隋炀帝大业六年（610年）三月十五日患病在长安宣平里宅第去世，时年二十八岁。韦圆照于唐高祖武德六年（622年）去世，享年五十二岁，与公主合葬。